# 托雷翁 (新墨西哥州桑多瓦爾縣)
托雷翁（英語：Torreon）是位於美國新墨西哥州桑多瓦爾縣的普查規定居民點。

## 人口
根據2020年美國人口普查的數據，托雷翁的面積為35.95平方千米，皆為陸地。當地共有人口281人，而人口密度為每平方千米7.82人。